# 吐谷渾

吐谷渾
吐谷渾

五胡十六国時代の吐谷渾の位置

吐谷渾（とよくこん、拼音：tǔyùhún）は、中国の西晋時代に遼西の鮮卑慕容部から分かれた部族。3世紀から7世紀まで（286年 - 663年）、青海一帯を支配して栄えたが、チベット民族の吐蕃に滅ぼされた。

## 歴史

### 建国
鮮卑族の慕容部において大人（たいじん：部族長）の慕容渉帰が死去すると、嫡長子の若洛廆（慕容廆）が後を継いで大人となった。一方、庶長子である慕容吐谷渾は父の代から700戸を分け与えられていたが、あるとき慕容吐谷渾の馬たちが弟の慕容廆の馬たちに危害を加えたため、その罪で慕容部から追放されてしまう。慕容吐谷渾たちは陰山に行き着くが、永嘉の乱に遭遇したため、最終的に西の隴山を越えて西零以西の甘松の界（青海地方）に移り住み、遊牧を始めた。慕容吐谷渾が死ぬと、その子孫たちは始祖である吐谷渾の名を取って国名とした。

### 六朝との関係
吐谷渾は南北朝時代の中国王朝にしばしば朝貢し、中国文化を摂取した。とくに436年には北魏から鎮西大将軍、438年には南朝宋から鎮西大将軍・都督西秦河沙三州諸軍事・西河二州刺史・隴西王を授けられ、翌年には河南王に改封された。444年、吐谷渾内部で権力闘争があり、北魏軍の侵攻を受けたため、吐谷渾王の慕利延は于闐国（現在の新疆ウイグル自治区・ホータン市）に逃れて、于闐王を殺し、その地を占拠した。その後、慕利延は故土に戻り、南朝宋との関係を深め、北魏としばしば交戦した。この頃、吐谷渾は西域南道諸国も支配し、シルクロードの国際貿易を統制していた。

### 隋唐との関係
581年、楊堅はシルクロードの交易を確保するため、歩騎数万を送って吐谷渾を攻撃し、大敗した吐谷渾王は遠く逃れたため、隋は吐谷渾に傀儡政権を樹立した。隋の煬帝もしばしば吐谷渾に遠征軍を送り、この地域に西海郡・河源郡などを設置した。しかし、隋末の大乱により、吐谷渾が奪回している。唐の太宗も635年に李靖を大総管とする大軍を吐谷渾に遠征させたため、吐谷渾は東西に分裂、西部は鄯善国（現在の新疆ウイグル自治区・ロプノール付近）を中心に吐蕃に降り、東部はなお青海にあって唐の属国となった。唐はしばしば吐谷渾王に公主を降嫁させて懐柔を図り、唐との関係は友好的なものがあった。

### 滅亡
663年、吐谷渾は突如吐蕃の攻撃を受けて壊滅した。多くの部衆は唐に逃れ、青海に残った者は吐蕃の支配下に置かれた。唐の高宗は吐谷渾を復国させるため、670年に将軍の薛仁貴に5万の大軍を授けて青海に出撃させたが、大非川の戦いで吐蕃軍に包囲され大敗した。これ以降、青海地方はチベットの領域に組み込まれ、唐に亡命した吐谷渾部衆は霊州で保護されたが、8世紀中葉、吐蕃軍はさらに唐の領内にも攻め込み、霊州もまた吐蕃軍の陥れるところとなった。一部の吐谷渾部衆はさらに各地に逃れ、その勢力は見る影もなく衰退する。吐谷渾の名は遼ころまで中国史料に見えるが、その後は漢民族に吸収された。

## 社会経済
吐谷渾は遊牧を主として生活し、馬・犛牛・駱駝などを盛産した。その良馬は青海駿（北史では青海驄と書かれる）と呼ばれ、日に千里を行く竜種として有名であった。青海の地は寒冷で農業はあまり発展しなかったが、銅や鉄を産し、鉱山や冶金が発展した。吐谷渾の領土は現在の新疆南部に及び、そのキャラバン隊はシルクロードを通り中央アジアやペルシャにまで進出、その物産を益州や長安にもたらした。
宗教はもともとシャーマニズムであったが、後には仏教を信仰し、514年には益州に九層の仏寺を寄進している。文字はなく、上流階層は漢字を使用した。吐谷渾の婦人は金花で頭部を飾り、とくに可汗の夫人は華麗な金花冠を頭に載せていた。これは遼西の慕容部に共通する風俗である。

## 歴代君主
1. 慕容吐谷渾（286年 - 317年）…慕容渉帰の庶長子
2. 吐延（317年 - 329年?）…吐谷渾の長男
3. 葉延（329年? - 351年?）…吐延の長男
4. 辟奚（碎奚）（351年? - 375年?）…葉延の長男
5. 視連（375年？ - 390年?）…辟奚の子
6. 視羆（390年? - 400年?）…視連の長男
7. 烏紇提（大孩）（400年? - 407年?）…視連の次男
8. 樹洛干（407年? - 417年?）…視羆の長男
9. 阿豺（417年? - 426年）…視羆の次男
10. 慕璝（426年 - 436年）…烏紇提の長男
11. 慕利延（436年 - 452年）…烏紇提の次男
12. 拾寅（452年 - 481年）…樹洛干の子
13. 度易侯（481年 - 490年）…拾寅の子
14. 伏連籌（490年 - 529年）…度易侯の子
15. 仏輔（中国語版）（529年 - 534年）…伏連籌の子
16. 可沓振（中国語版）（534年 - 540年）…仏輔の子
17. 夸呂（540年 - 591年）…伏連籌の子
18. 世伏（591年 - 597年）…夸呂の子
19. 伏允（597年 - 635年）…世伏の弟
20. 趉胡呂烏甘豆可汗（慕容順）（635年 - 636年）…伏允の子
21. 烏地野抜勤豆可汗（諾曷鉢）（636年 - 666年）…慕容順の子

＜唐へ亡命（青海国）＞
1. 烏地野抜勤豆可汗（諾曷鉢）（666年 - 688年）
2. 慕容忠（688年 - 698年）…諾曷鉢の子
3. 烏地野抜勤豆可汗（慕容宣超）（698年 - ?）…慕容忠の子
4. 慕容曦光（? - 738年）…慕容宣超の子
5. 慕容兆（738年 - 739年）…慕容曦光の子
6. 慕容曦輪（739年 - 749年）…慕容宣超の子
7. 慕容復（798年 - ?）

＜吐渾（唐末五代）＞
- 赫連鐸
- 李紹魯
- 白承福
- 王義宗